# Listă de personalități din Atena

Stema orașului Atena

Această listă de personalități marcante din Atena cuprinde o enumerare alfabetică a celor mai reprezentative persoane născute în capitala Greciei.
Dacă nu este precizată etnia unei persoane, se subînțelege că acesta este greacă.

## A
- Aelia Eudocia (401 – 460), împărăteasă bizantină;
- Agaton din Atena⁠(d) (c. 448 – c.400 î.Hr.), poet tragic;
- Alcibiade (450 î.Hr. - 404 î.Hr.), om de stat;
- Apolodor din Atena⁠(d) (c. 180 d.Hr. – c. 120 î.Hr.) istoric;
- Aristofan (c. 446 – c. 386 î.Hr.), dramaturg de comedie;
- Aspasia⁠(d) (secolul al V-lea î.Hr.), curtezană;
- Athenagoras din Atena (133 - 190) apologet creștin.

## C
- Cimon⁠(d) (c. 510 î.Hr. - 449 î.Hr.), stateg;
- Clement al Alexandriei (c.150 - c.215) teolog creștin;
- Clistene (565 î.Hr. - 492 î.Hr.), arhonte.

## D
- Demostene  (384 î.Hr. - 322 î.Hr.), om politic, orator.

## E
- Egidius (c. 640 - 720), abate sanctificat⁠(d);
- Eschil (525 î.Hr. - 456 î.Hr.), dramaturg;
- Euripide (c. 480 – c. 406 BC), dramaturg.

## H
- Herodot (c. 484 – c.425 î.Hr.), istoric, geograf.

## I
- Irina Ateniana (752 - 803), împărăteasă bizantină;

## M
- Miltiades (540 î.Hr. - 489 î.Hr.), strateg;
- Jean Moréas (1856 - 1910), scriitor francez.

## N
- Nikias⁠(d) (c. 470 - 413 î.Hr.), om de stat.

## P
- Pericle (c. 495 î.Hr. - 429 î.Hr.), general, om de stat;
- Phidias (c. 480 – c. 430), artist plastic;
- Platon (c. 420 î.Hr. - c. 340 î.Hr.), filozof.

## R
- Dimitrios Rallis⁠(d) (1844 – 1921), om politic.

## S
- Sophia Schliemann⁠(d) (1852 – 1932), a doua soție a lui Heinrich Schliemann;
- Simonide din Keos⁠(d) (c. 556 – 468 î.Hr.), poet;
- Socrate (496 î.Hr - 399 î.Hr.), filozof;
- Sofocle (c. 496 î.Hr. - 406 î.Hr.), poet tragic;
- Solon (630 î.Hr.– 560 î.Hr.), om de stat, legislator.

## T
- Temistocle (c. 524 î.Hr. — 459 î.Hr.), general, om de stat;
- Tucidide (secolul al V-lea î.Hr.), strateg.

## X
- Xenofon (430 î.Hr. - 354 î.Hr.), lider militar, istoric.